# Aeroportul Ruinas de Copan
Aeroportul Ruinas de Copan (IATA: RUY, ICAO: MHRU) este un aeroport din Copán, Honduras ce deservește zona Copán Ruinas⁠(d). A fost numit după zona deservită.
Situat la o altitudine de 712 m, aeroportul dispune de o singură pistă.